# Krakatau
Krakatau (sau Krakatoa) este unul dintre cei mai renumiți vulcani ai lumii și cel mai destructiv din istoria omenirii după erupția din 1883. Este situat în Indonezia, în strâmtoarea Sunda, la 49 de km de coasta de vest a insulei Java și la 40 de km de insula Sumatra.

## Insula Krakatau

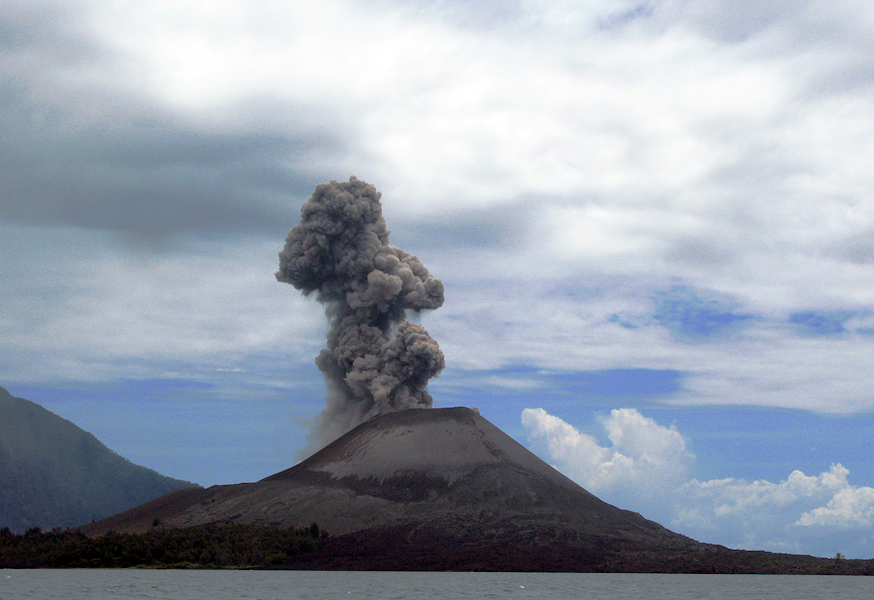
Februarie 2008 - Krakatau în erupţie

Cel mai probabil, cu mii de ani în urmă, s-a format un munte cu formă conică, cu baza de aproximativ 6 km în diametru, cea mai mare parte fiind sub nivelul mării. Izvoarele japoneze descriu o erupție colosală a vulcanului Krakatau, care a avut loc în anul 416 î.Hr. (după unii cercetători, a avut loc în 535 î.Hr.). Erupția se estimează că ar fi fost o explozie care a echivalat cu detonarea a 400 de megatone de TNT sau 20.000 de bombe atomice de tipul celei de la Hiroshima. Erupția violentă a distrus muntele inițial și a format o căldare submarină cu un diametru de 7 km. Patru zone ale acestui munte s-au ridicat la suprafață formând 4 insule mici: Sertung în nord-vest, Lang și Polish Hat (sau Panjang) în nord-est și Rakata în sud-est. Activitatea vulcanică din aceasta zonă a ridicat la suprafața apei încă două vârfuri, Poeboewetan (Pubuuetan) și Danan, care s-au unit cu Rakata și au format o insulă - Krakatau - cu dimensiunea de 5 km lățime și 9 km lungime. Piscurile erau aliniate în direcția nord-sud, culmea Poeboewetan la nord și culmea Rakata în sudul insulei.

## Cronologia activității vulcanice
Vulcanul a fost inactiv aproape 200 de ani, încă din 1680, când s-au înregistrat câteva erupții de intensitate medie, care au distrus întreaga vegetație a insulei.
A urmat catastrofala erupție din 1883 care a dat naștere vulcanului Anak Krakatau, (anak “copil”). Acesta a erupt la 25 ianuarie 1925. Explozia se pare că a fost cauzată de o mică fisură a bazinului magmatic în care a pătruns apa rece, diferența de temperatura provocând explozia.

## Erupția Vulcanului Krakatau
La 27 august 1883 s-a înregistrat cea mai catastrofală erupție din istorie. Atât explozia, cât și cantitatea de materie aruncată în aer au depășit valorile înregistrate până atunci. La fel zgomotul detonației.
Semne premergătoare erupției au apărut la 20 mai în același an, când vulcanul Poeboewetan din nordul insulei Rakata a ieșit fum și cenușă, cu un jet de 11 km. Exploziile minore aveau o frecvență de 10 minute, iar marea erupție a fost precedată și trei explozii mai mari. S-au înregistrat cutremure de pământ de intensitate mică cu un an mai devreme.

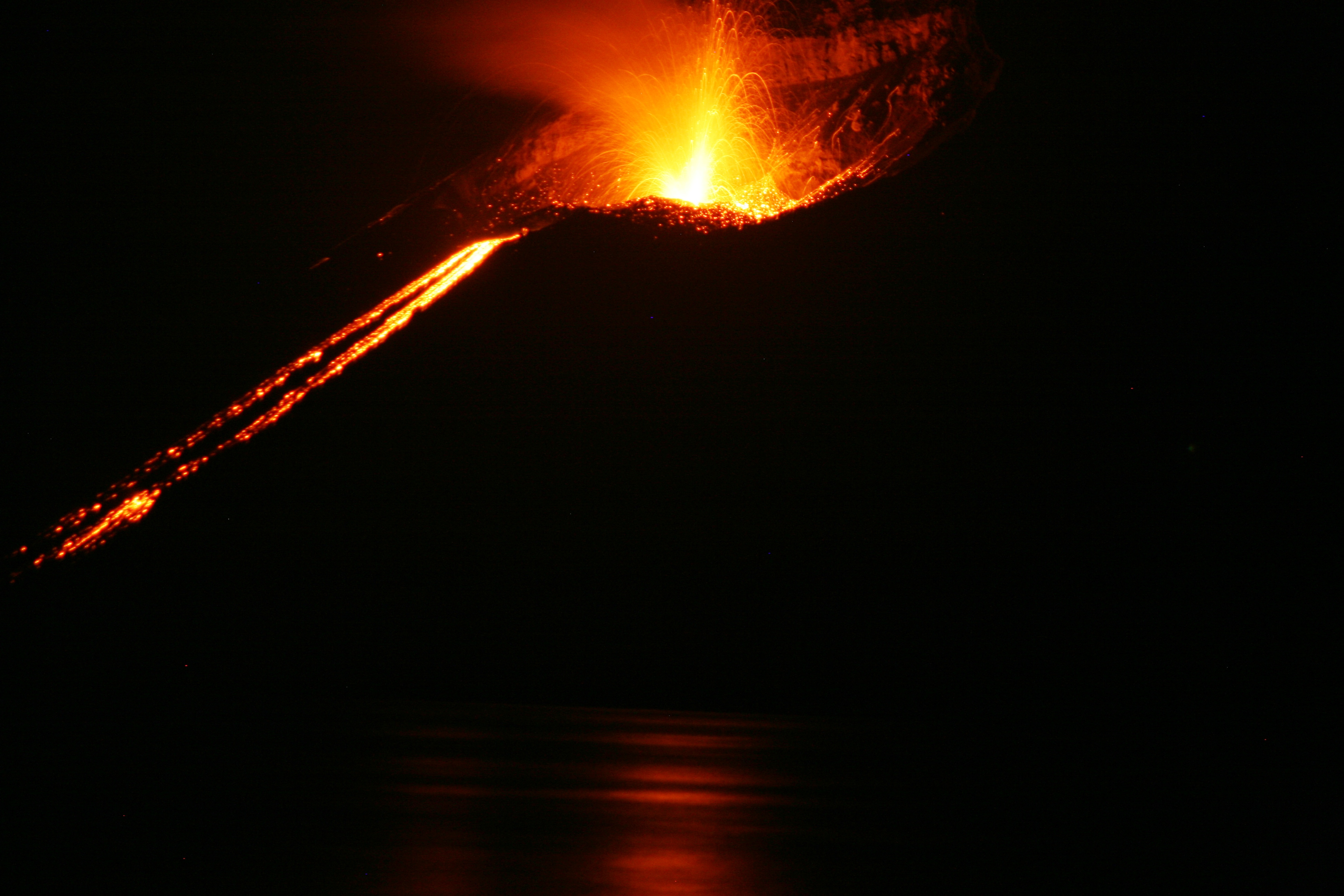
Krakatau în erupţia din 2008

La 26 august 1883 (data locala 27 august, ora locală 10 a.m.), când Krakatau a erupt prima dată violent, jetul de cenușă avea o lungime de 27 de km. A doua zi, dimineața, au urmat alte două explozii. Ultima a fost cea care a aruncat în aer două treimi din nordul insulei Rakata. Jetul de cenușă a ajuns la o altitudine de 37 de km, iar zgomotul a fost auzit la 4600 de km distanță, în insula Rodriguez. Acest zgomot a fost înregistrat ca fiind cel mai mare zgomot auzit pe pamânt. În seara zilei de 27 august s-a mai înregistrat o explozie puternică, care a dus la surparea completă a părții nordice a insulei Rakata.

#### Magnitudinea erupției
Cele patru explozii din 26-27 august au emis o energie echivalentă cu 200 megatone de TNT. Cea mai mare dintre explozii a fost cea de-a treia, estimată la echivalentul a 150 de megatone de TNT. Indexul magnitudinii a fost de 6 VEI, numit și “colosal”. În comparație, bomba de la Hiroshima a avut 20 de kilotone. Magma aruncată în aer a fost de aproximativ 125 km cubi.

#### Jetul de materie aruncată în atmosferă
Coloana de cenușă vulcanică a atins altitudinea de 80 km, a întunecat cerul de la ora 10 a.m. până a doua zi și a fost văzut atât la Singapore (680 km de Krakatau) cât și de pe navele comerciale ce navigau pe ocean la o distanță de 6000 de km. Viteza jetului a fost de 650 m/s, micșorându-se odată cu sporul altitudinii. 75 km cubi de magmă au interacționat cu apa, vaporizând 75 km cubi de apă. Gazul emanat a fost în mare parte dioxid de carbon și vapori de apă.

#### Rămășițele insulei

Evoluţia vulcanului în perioada 1880 - 2005

Înainte de erupție, insula a avut o lățime de 5 km și o lungime de 9 km. După erupție, două treimi din insulă au explodat, insulele Lang și Polish Hat au dispărut. A rămas doar o treime din insula inițială. Aproximativ 23 km pătrați din insulă s-au scufundat.
Vulcanul deține recordul în toate efectele unei erupții, roca aruncată în aer fiind de peste 20.000 metri cubi. Vulcanul se pregătea zgomotos de peste patru ani. Când s-a înseninat, s-a observat că cea mai mare parte a conului vulcanului Krakatau dispăruse. În scurt timp, din apă s-a ridicat o nouă insulă, căreia i s-a dat numele Anak Krakatau (copilul lui Krakatau)

## Efectele
Cel mai destructiv a fost, însă, valul tsunami provocat de erupție. Valul ajungea până la peste 40 de metri înălțime și se deplasa cu viteză foarte mare, măturând coasta de vest a insulei Java și coasta de sud-est a Sumatrei. Și-au pierdut viața 36.000 de oameni și au fost distruse 165 de sate. Valul tsunami a atins, după 12 ore, portul Aden, de pe coasta de est a Africii, aflat la o distanță de peste 6000 de kilometri. Praful vulcanic trimis în atmosfera a filtrat radiațiile solare, scăzând anul următor (1884) temperatura medie a globului cu 1,2 °C. 
Trei luni după erupție, fumul pătruns în atmosfera a provocat în America efecte optice stranii la apusul soarelui, de mai multe ori lumea crezând că aveau loc incendii de proporții. La trei ani după erupție, fumul mai era perceptibil în atmosferă.
Intensitatea vulcanului a fost de 6 VEI (echivalentul a 200 de megatone de TNT, mai mare decât cea mai mare bombă facută de om, Bomba Tsar de 50 de megatone).
În 1928, vulcanul Anak Krakatau (română copilul lui Krakatau) și-a făcut apariția în același loc, crește în mărime (momentan are 200 m), este foarte activ și imprevizibil.
Pe pământ există aproximativ 1300 de vulcani activi, majoritatea însă nu se pot vedea, deoarece sunt submarini. Numai aproximativ 500 sunt vizibili deasupra apei. Dacă un vulcan nu a erupt în ultimii 10.000 de ani, este clasificat ca “vulcan adormit”, iar vulcanul care nu a erupt de peste 25.000 de mii de ani poate fi considerat “vulcan stins”.
Un caz similar este și al vulcanului "La Palma", care a intrat în atentia geologilor la jumătatea secolului trecut. Datele colectate arată că următoarea erupție va provoca prăbușirea în ocean a unei mase de roci de 500 km³, cântărind 500 de miliarde de tone. Erupția va putea fi urmată de un tsunami gigantic. Potrivit lui Bill McGuire, directorul centrului de cercetări Benfield Grieg Hazard de la universitatea din Londra, valul ar putea fi înalt de sute de metri și s-ar putea deplasa cu viteza de 800 km pe oră: "Va fi afectat întregul Ocean Atlantic. După ce va devasta insulele din împrejurimi, mega-tsunami va atinge într-o oră coasta de vest a Africii. În opt-nouă ore, valuri de 20-50 de metri vor traversa aproape 7000 de kilometri și se vor năpusti asupra Insulelor Caraibe și coastelor estice ale Statelor Unite si Canadei. Primul mare oraș lovit va fi Boston, urmat de New York și de restul orașelor de pe tarm, pâna la Miami."
Specialiștii din întreaga lume consideră că acum, după ce dezastrul din 2005 din Asia a demonstrat puterea devastatoare a fenomenelor tsunami, omenirea trebuie să ia în serios pericolul pe care-l prezintă vulcanul din La Pampa.

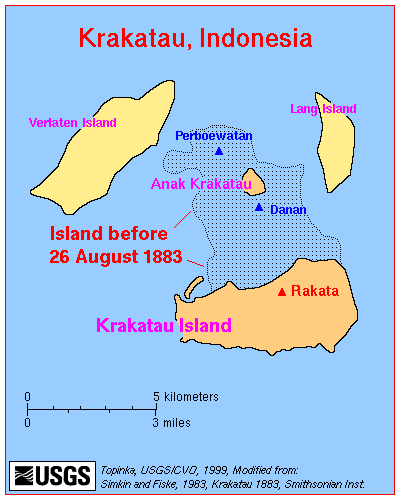
Harta arhipelagului